# Polje (Bohinj)
Polje (IPA: [ˈpɔːljɛ]) è un insediamento (naselje) di 182 abitanti, della municipalità di Bohinj nella regione statistica dell'Alta Carniola in Slovenia.